# MK 103
Rheinmetall-Borsig MK 103 («MK» — Maschinenkanone) була німецькою 30 мм автоматичною гарматою яка встановлювалася на бойові літаки під час Другої світової війни. Вона могла використовуватися як для боротьби з танками так і з літаками, вона була розроблена на основі гармати MK 101. У порівнянні з MK 101 вона стріляла швидше і було розроблена для збільшення дулової швидкості у порівнянні MK 101. На відміну від MK 101, MK 103 мала стрічкове живлення, що дозволяло збільшити кількість боєприпасів. MK 103 мала електричне запалення замість ударного. На відміну від автоматики MK 101 яка була заснована принципі віддачі, у гарматі MK 103 була використана комбінована автоматика газовідведення та віддачі ствола. Після пострілу порохові гази допомагали відкривати затвор, у той час як віддача ствола використовувалася для розряджання та заряджання гармати.
Через комбінацію сталей низького сорту та легких компонентів, механізми MK 103 були не такими міцними як у MK 101. Щоб уникнути цієї слабкості використовували зменшені заряди для фугасних боєприпасів, в результаті дулова швидкість зменшилася на 100 м/с у порівнянні з MK 101, проте, зріс темп вогню. MK 103 було прийнято на озброєння у 1943 як основне озброєння штурмовика Hs 129 B-1, яка встановлювалася на нижній частині фюзеляжу у гарматній гондолі.
Оригінальна специфікація MK 103 вимагала встановлення її в середині двигуна літака (можливо у якості Motorkanone, яка стріляла через гвинт), проте, вона була визнана занадто довгою і важкою для встановлення на невеликі винищувачі, наприклад Bf 109. При встановлення будь-де, наприклад у крилі, асиметрична сила віддачі гармати відводила ніс у іншу сторону. Єдиним відомим використанням гармати MK 103 у якості мотор-гармати було встановлення на літак Do 335. Була розроблена модифікована версія зі зменшеним профілем — MK 103M — і можливо проходила випробування у якості мотор-гармати на однодвигунному винищувачі такому як Bf-109K, але можливо ніколи не була прийнята на службу. Як наслідок, MK 103 широко використовувалася у якості штурмової зброї для ураження броньованих цілей.
Вага ОФ снаряда MK 103 була 330 г (12 унція)), а вага ББС була 355 г (12,5 унція)). Бронепробиття бронебійним снарядом становило 42—52 мм (1,7—2,0 дюйм) / 60° / 300 м (980 фут) або 75—95 мм (3,0—3,7 дюйм) / 90° / 300 м (980 фут).
Невелика партія винищувачів Fw 190A та штурмовиків Fw 190F (у яких були дуже міцні крила/фюзеляж) мали по дві гармати MK 103, одна була встановлена під крилом у гондолі. Пізніше MK 103 використовувалася у якості наземної зенітної зброї, у одиночних або подвійних установках. Вона також використовувалася у самохідній зенітній установці Flakpanzer IV «Kugelblitz».
Разом з MK 103 була розроблена легша гармата MK 108, яка мала коротший ствол і мала модифікований вільний затвор. Вона стріляла такими самими снарядами, але з меншою гільзою і зарядом і відповідно меншою дуловою швидкістю. Через коротший ствол вона використовувалася частіше.